# Szaraszvati (istennő)

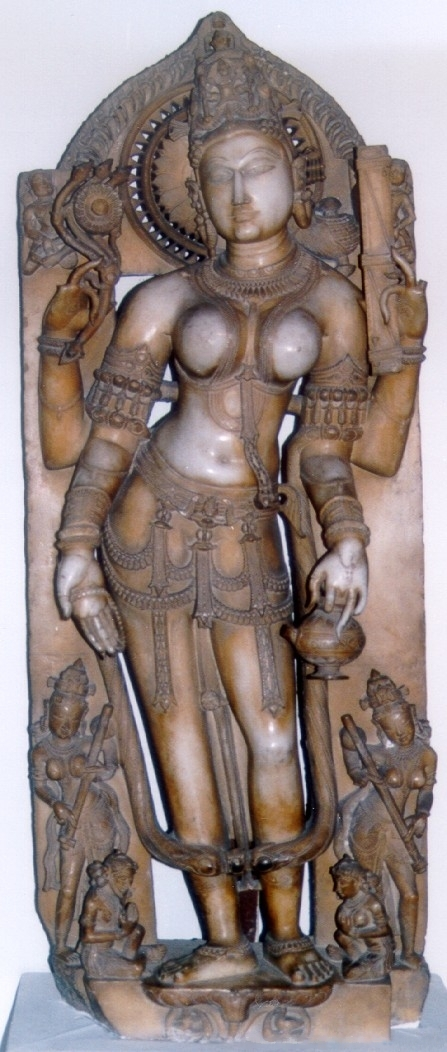
Szaraszvati szobor a 9. századból

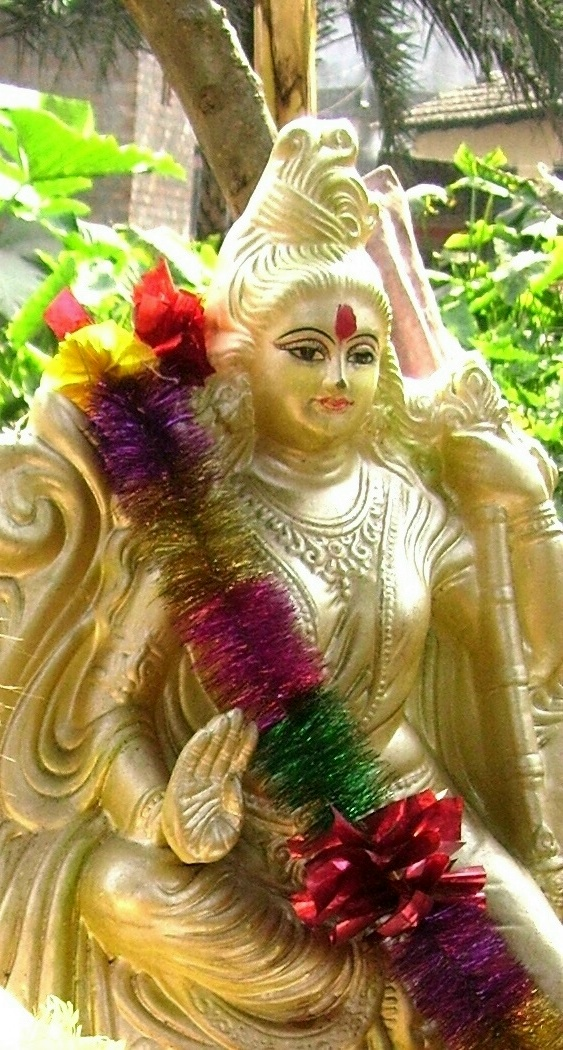
Szaraszvati

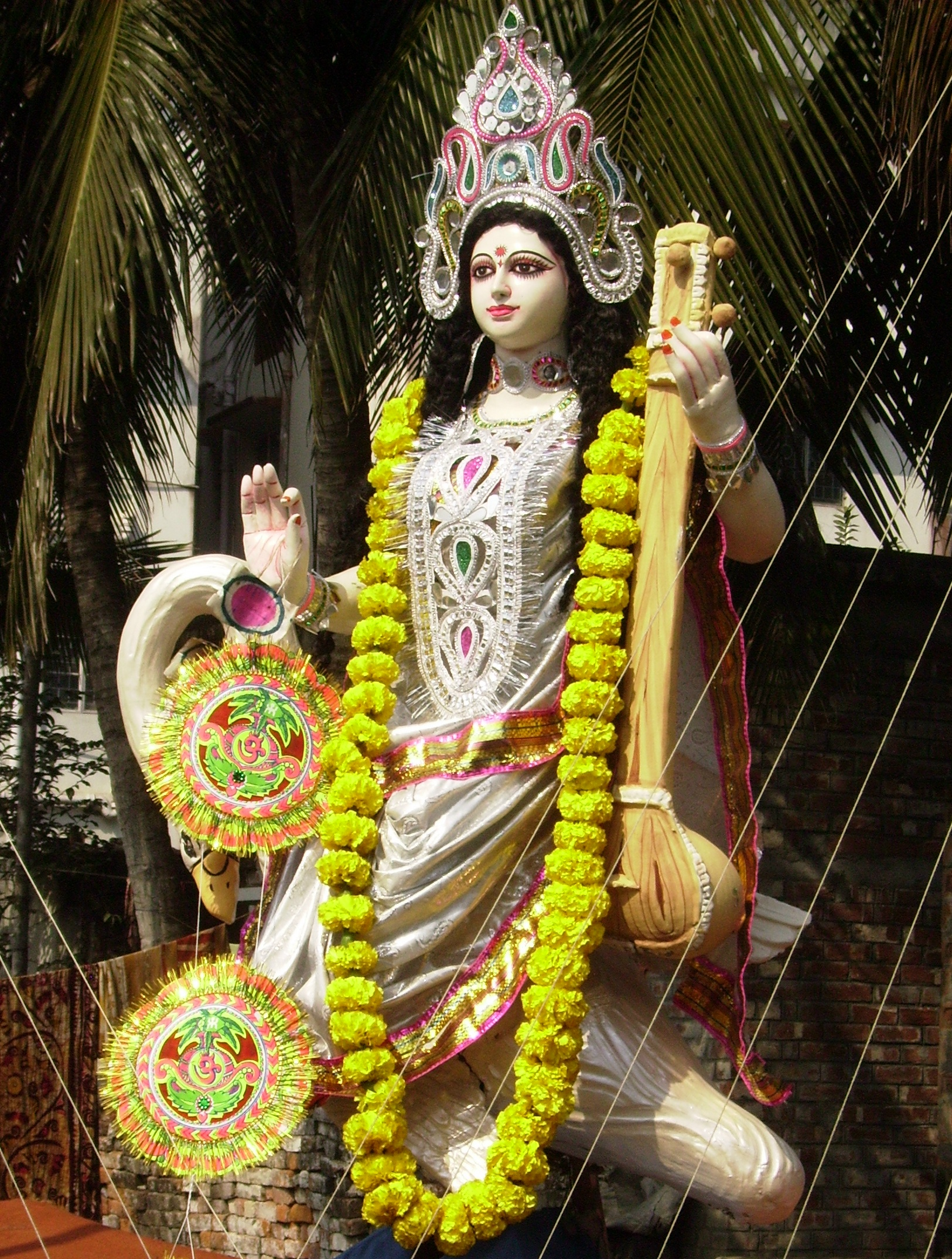
Szaraszvati a Vaszant Pancsami ünnepen

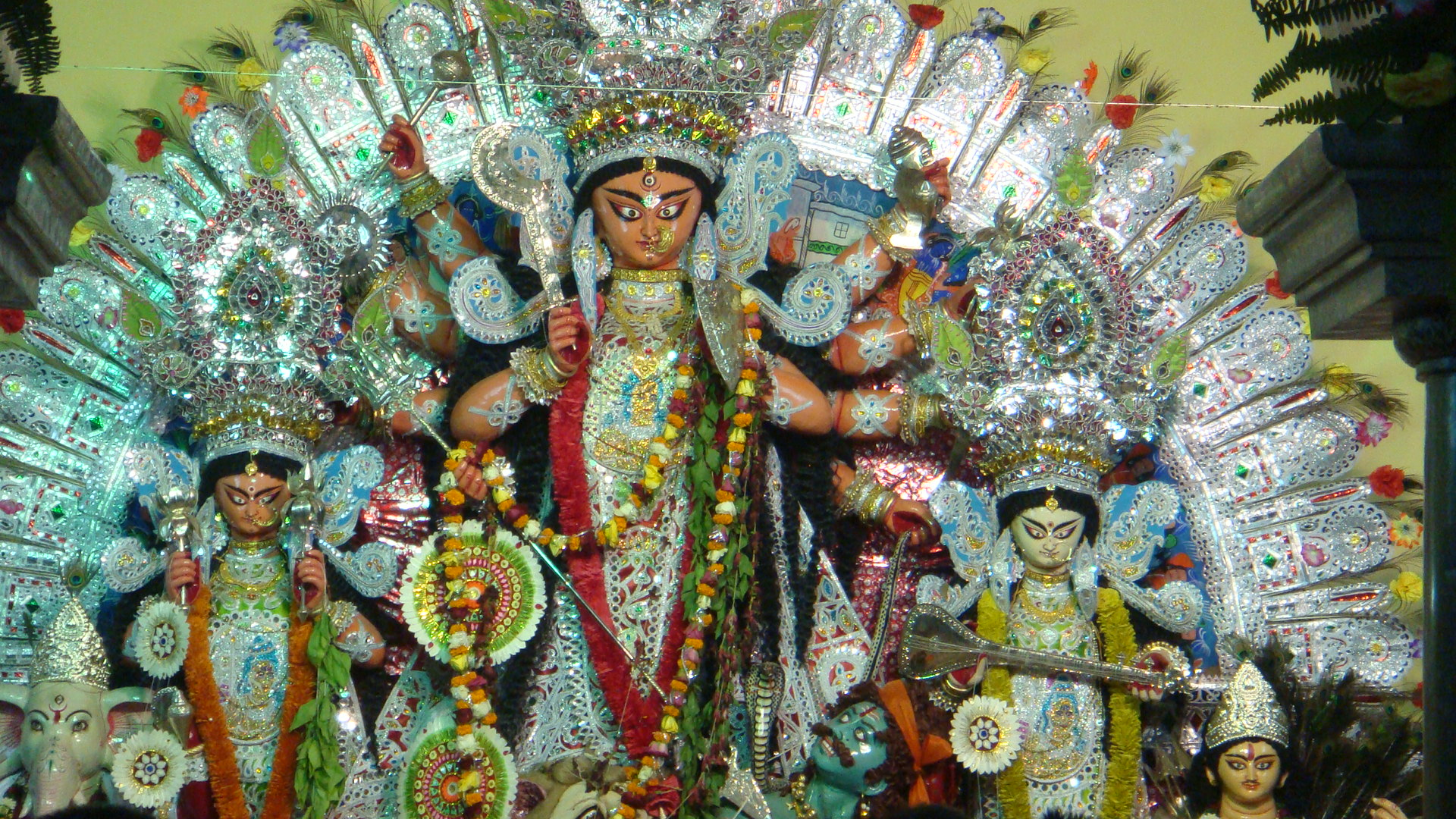
Tridévi a Navarártin. Szaraszvati jobbról, vinárral, a lanthoz hasonló hangszerrel a kezében

Szaraszvati (Dévanágari írással: सरस्वती) hindu istennő, Brahma hitvese. A tudás istennője, nem csak a tudományé, a művészeteké is. A tanulás, művészetek, tudományok, kézművesség pártfogója, különösen az irodalom, a költészet és a zene istenségének tartják. Ő a beszéd istennője is, amelyen keresztül a tudást ki lehet fejezni. Imádóját intelligenciával, bölcsességgel és jó emlékezettel áldja meg. A tudósok, a diákok és a művészek imádandó istensége. Őt tekintik a szanszkrit nyelv és írás létrehozójának, a védák anyjának.

## Megjelenési formája
Szaraszvati gyönyörű hölgy, akinek a színe a tejfehér, és általában fehér ruhában vagy arannyal hímzett száriban látható. A különböző ábrázolások páván, hattyún vagy lótuszvirágon ülve jelenítik meg. Kettő vagy négy karja van, s kezeiben különböző tárgyakat, például lótuszvirágot, könyvet (pálmaleveleket), imafüzért (aksamála), elefánthajtó botot, lótuszt, kereket, hurkot, nektárral telt kelyhet, buzogányt és kagylókürtöt tart. Gyakran láthatjuk húros hangszerén, a vínán játszva is.

## Nevének jelentése
A szaraszvati szó jelentése: szara=„lényeg” szva=„az ember énje”. Megszemélyesítve: Aki a lényeget adja az ember énjéhez.
Más megközelítésben: szarasz = „folyékony”, vati = „könnyű, könnyen áramló energia”. A Rigvéda szerint India három szent folyója közül az egyiknek, a Szaraszvatinak megszemélyesítője.

## Egyéb megjelenési formái
A hindu istennőket nemcsak nevükön, hanem tulajdonságukból kialakult címükön is szólítják. Szaraszvati ilyen nevei például a Szárada (az esszencia adományozója), a Vágísvari (a beszéd úrnője), vagy a Bráhmi (Brahma felesége), és Mahávidja (a legfelsőbb tudás).

## Szaraszvati és Brahma
Brahma a trimúrti (legfőbb isteni hármas) teremtő aspektusa. A teremtéshez tudás kell, ezért Brahma női oldala, saktija a tudás istennője Szaraszvati. Az összetartozás emberi megfelelője szerint a felesége.

## Ünnepek, fesztiválok
- Vaszant Pancsami (Dévnágari:वसन्त पञ्चमी) más néven Szaraszvati-púdzsa

India keleti részén, Oriszában, Nyugat-Bengálban, Bihárban és Asszámban tartják, a Magha hónapban (január-február), pontos napja a hold állásától függ. A tavasz kezdetének napja. A hagyomány szerint a fesztivál során tanítják meg a gyermekeknek leírni az első szavakat. A legtöbb oktatási intézmény rendezvényt szervez az ünnepségre.
- Navarátri (Dévanágari: नवरात्री ;gudzsaráti: નવરાત્રી; bengáli: নৗরাতরী; asszámi:নৱৰাত্রি; pandzsábi: ਨਰਾਤੇ; kannada: ನವರಾತರೀ; kasmíri:نَورات / नवरात ;telugu: నవరాతరీ; tamil: நவராதரீ; malajálam: നവരാത്രി);

Hagyományosan tíznapos rendezvény a tridévi (Káli(Párvati), Laksmi, Szaraszvatiünnepe. Minden istennőt három napon át ünnepelnek. Az első három nap Káli ünnepe, a második három Laksmié, majd Szaraszvati következik.
Filozófiai megközelítésben:
Az első három nap (Káli napjai) a pusztítás felkelti a felelősség érzését, elindítva az emberekben a saját negatív késztetésük legyőzését. A második három nap (Laksmi napjai) a negatív érzések leküzdése után megkezdődhet a belső értékek megtalálása, önkontroll, tolerancia, szeretetérzés kiteljesedése.
Szaraszvati három napján a kereső elindul az önfelismerés útján. Ez azonban csak tanulással lehetséges, ehhez odaadás és befogadóképesség kell. Először át kell jutni a fejlődés első hat napján, ahhoz, hogy ezt a készséget fel lehessen szabadítani.